# Ulf Findeisen
Ulf Findeisen (ur. 2 marca 1962 w Zschopau) – wschodnioniemiecki skoczek narciarski.
W 1984 zdobył srebrny medal w konkursie drużynowym na mistrzostwach świata w Engelbergu. Indywidualnie odniósł dwa zwycięstwa w konkursach Pucharu Świata. W Oberwiesenthal w 1986 podzielił zwycięstwo z Ernstem Vettorim. W tym samym roku zaliczył groźny upadek w Kulm. Wygrał też rok później w Szczyrbskim Jeziorze. Zajął 3. miejsce w klasyfikacji Turnieju Czterech Skoczni 1986/1987.

## Miejsca na podium w zawodach indywidualnych Pucharu Świata chronologicznie
1. Szczyrbskie Jezioro – 10-01-1987 (1. miejsce)
2. Garmisch-Partenkirchen – 01-01-1987 (3. miejsce)
3. Oberwiesenthal – 19-01-1986 (1. miejsce)